# Neuroimunomodulação
Neuroimunomodulação é um campo que combina neurociência; o estudo do sistema nervoso, imunologia; o estudo do sistema imunológico e endocrinologia, o estudo do sistema endócrino. A área visa compreender melhor as numerosas formas de interações desses 3 sistemas fisiológicos de alta complexidade, tanto em condições fisiológicas como patológicas. 
Desta forma, a longo prazo esse campo de estudos objetiva compreender as influências que os sistemas exercem entre eles e sob certas condições cujas funções neurológicas, imunológicas e/ou metabólicas estejam alteradas. 
Ao fazer isso, o estudo da neuroimunomodulação contribui para o aprimoramento das atuais abordagens em prevenção, diagnóstico, prognóstico e terapêutica de novos tratamentos para várias condições neurológicas. 